# Pittore di Trittolemo
Pittore di Trittolemo (fl. 490 a.C. / 470 a.C.) è il nome convenzionale assegnato ad un ceramografo attico, attivo ad Atene; prende il nome da uno stamnos conservato al Louvre, sul quale è raffigurato Trittolemo, insieme alle divinità eleusine.

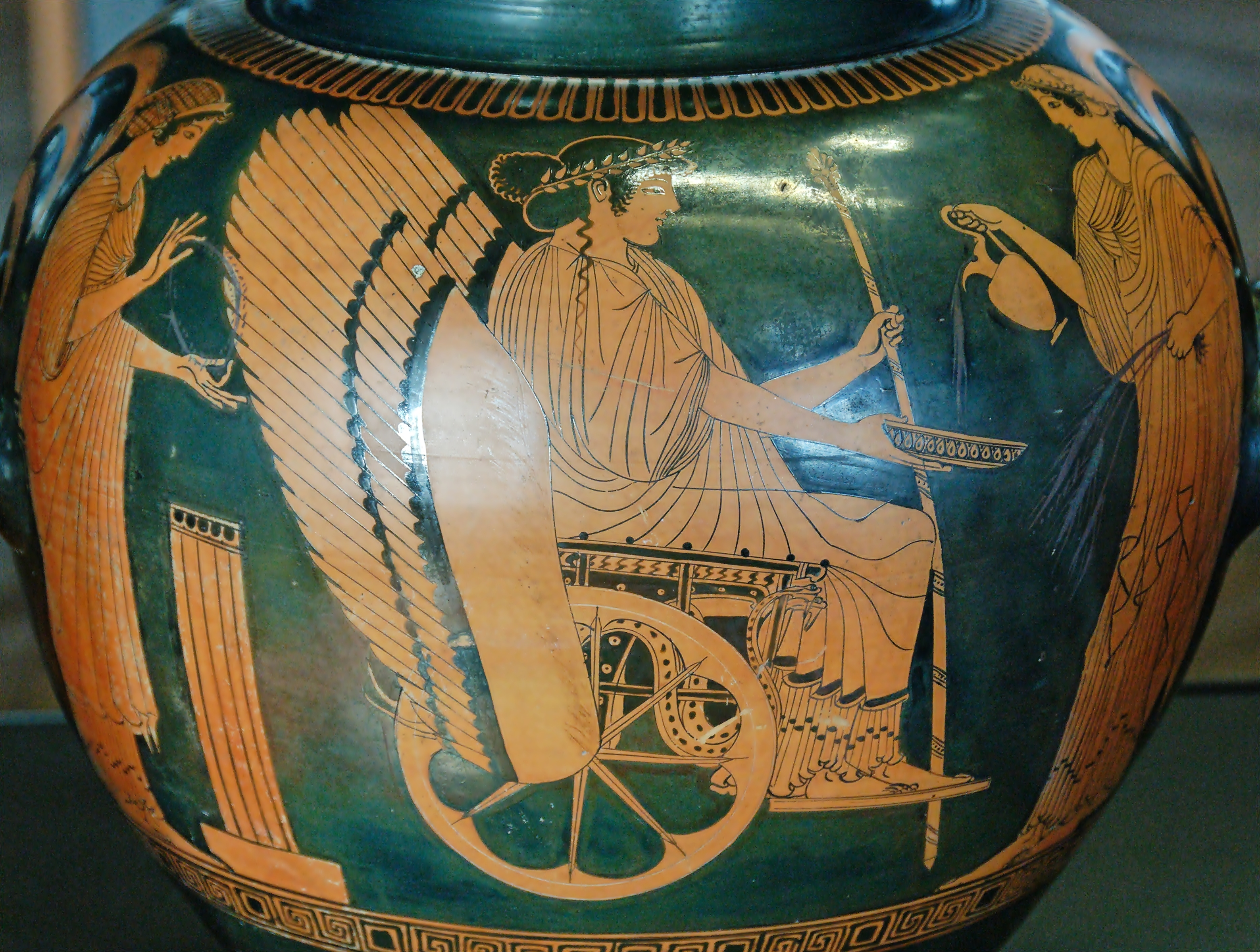
Lo stamnos dal quale il pittore prende il nome, con la scena della partenza di Trittolemo, Museo del Louvre, G187

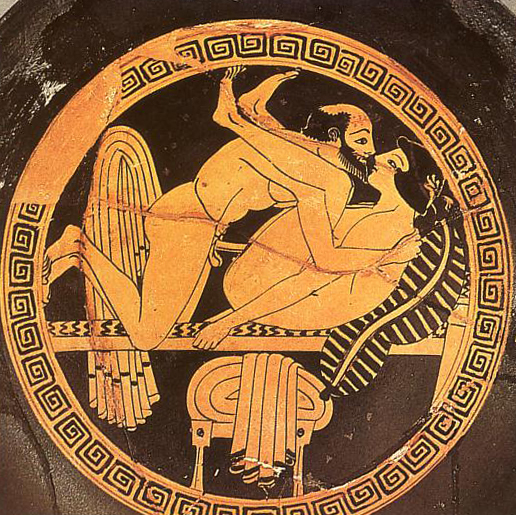
Kylix del Pittore di Trittolemo con scena erotica, del 470 a.C. circa, Tarquinia, Museo archeologico nazionale

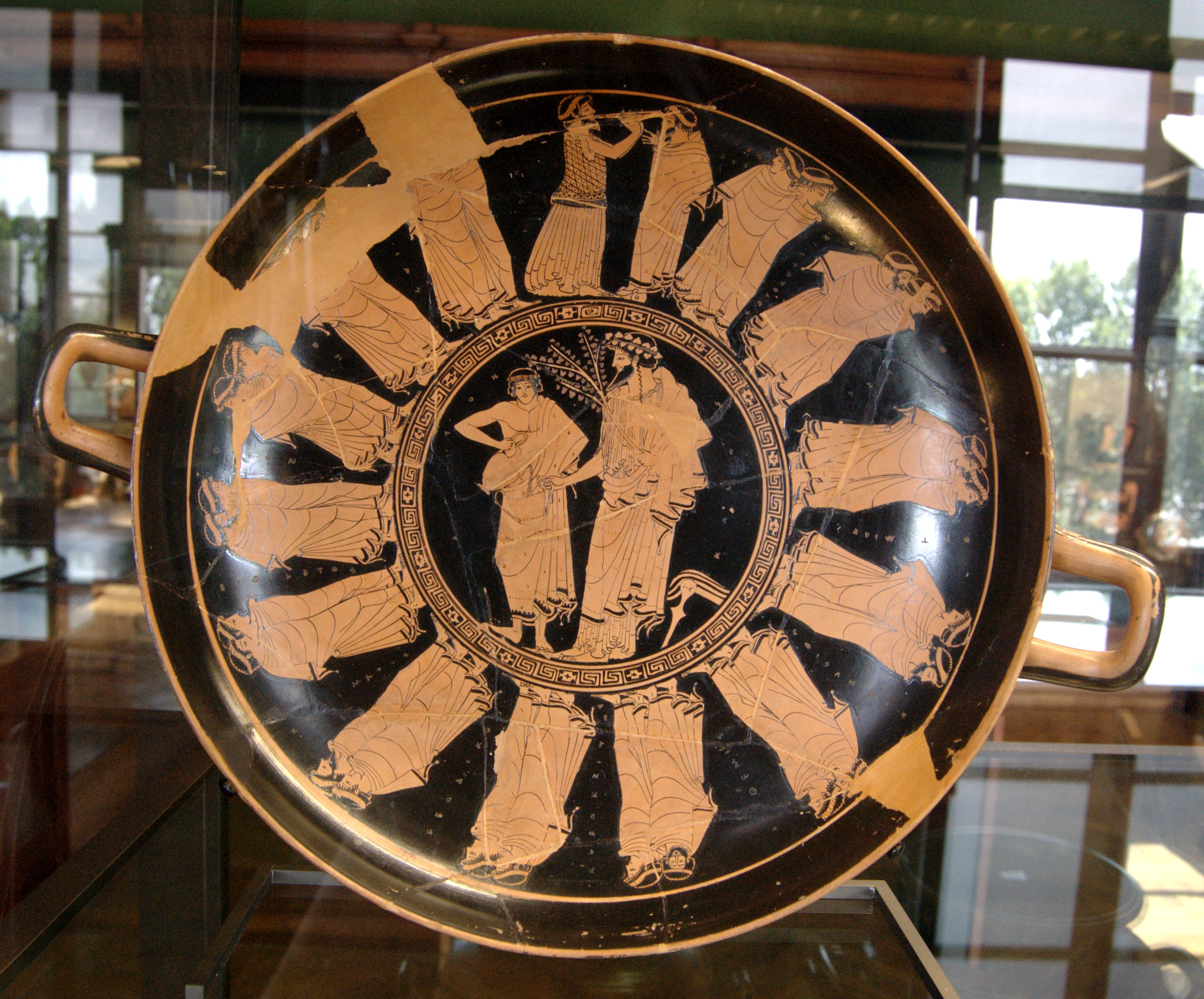
Kylix con processione delle Apaturie, Museo del Louvre, G138

Ha dipinto coppe e vasi di grandi dimensioni a figure rosse.
Probabilmente iniziò a lavorare nell'officina di Eufronio e il suo maestro fu forse Duride: su una coppa attualmente conservata a Berlino e a lui attribuita, è presente, forse come omaggio, la firma del maestro. Lavorò anche per altri ceramisti. e la sua arte fu inizialmente influenzata dall'arte arcaica; le sue opere più tarde sono di qualità più mediocre.
Gli sono stati attribuiti circa 90 vasi, dei quali circa la metà sono coppe. Le raffigurazioni hanno temi vari, dalla processione delle Apaturie alle scene mitologiche o erotiche.